# Султантімірово
Султантімі́рово (рос. Султантимирово, башк. Һултантимер) — присілок у складі Зілаїрського району Башкортостану, Росія. Входить до складу Ямансазької сільської ради.
Населення — 250 осіб (2010; 300 в 2002).
Національний склад:
- башкири — 99%